# Klas Åhlund
Klas Frans Åhlund (Stockholm, 11 april 1972) is een Zweeds songwriter, muziekproducent en gitarist. Hij is de oprichter van de Zweedse band Teddybears.
Åhlund is voornamelijk actief als songwriter en muziekproducent en werkte reeds met tientallen internationale artiesten, waaronder Robyn, Sugababes, Jordin Sparks, Eagle-Eye Cherry, Kesha, Kylie Minogue, Britney Spears, Melody Club, Madonna en Ghost.
Åhlund is de broer van Joakim Åhlund, een lid van de Zweedse alternatieve rockband Caesars. Hij is getrouwd met de Zweedse zangeres Paola Bruna.

## Discografie
Als muziekproducent en schrijver was Åhlund (mede)verantwoordelijk voor de volgende uitgaven.
| Jaar | Artiest                            | Album                        | Nummer                                           | Vermelding                 |
| ---- | ---------------------------------- | ---------------------------- | ------------------------------------------------ | -------------------------- |
| 1998 | Eagle-Eye Cherry                   | Desireless                   | "Indecision"                                     | Co-schrijver, producent    |
| 2000 | Eagle-Eye Cherry                   | Living in the Present Future | "Been Here Once Before"                          | Co-schrijver, producent    |
| 2000 | Thomas Rusiak ft. Teddybears STHLM | Magic Villa                  | "Hiphopper"                                      | Co-schrijver               |
| 2003 | Eagle-Eye Cherry                   | Sub Rosa                     | "Skull Tattoo"                                   | Co-schrijver, producent    |
| 2005 | Robyn                              | Robyn                        | "Be Mine!"                                       | Co-schrijver, producent    |
| 2005 | Robyn                              | Robyn                        | "Bum Like You"                                   | Co-schrijver, producent    |
| 2005 | Robyn                              | Robyn                        | "Cobrastyle"                                     | Co-schrijver               |
| 2005 | Robyn                              | Robyn                        | "Crash and Burn Girl"                            | Co-schrijver, producent    |
| 2005 | Robyn                              | Robyn                        | "Curriculum Vitae"                               | Co-schrijver, producent    |
| 2005 | Robyn                              | Robyn                        | "Eclipse"                                        | Schrijver, producent       |
| 2005 | Robyn                              | Robyn                        | "Handle Me"                                      | Schrijver, producent       |
| 2005 | Robyn                              | Robyn                        | "Konichiwa Bitches"                              | Co-schrijver, producent    |
| 2005 | Robyn                              | Robyn                        | "Robotboy"                                       | Co-schrijver, producent    |
| 2006 | Blog 27                            | LOL                          | "Hey Boy (Get Your Ass Up)"                      | Co-schrijver               |
| 2006 | Bo Kaspers Orkester                | Hund                         | "I samma bil"                                    | producent                  |
| 2006 | Linda Sundblad                     | Oh My God!                   | "Lose You"                                       | Co-schrijver               |
| 2006 | Melody Club                        | Scream                       | "Feed on Me"                                     | Co-schrijver, producent    |
| 2006 | Melody Club                        | Scream                       | "Fever Fever"                                    | Co-schrijver, producent    |
| 2006 | Melody Club                        | Scream                       | "Last Girl on My Mind"                           | Co-schrijver, producent    |
| 2006 | Melody Club                        | Scream                       | "Scream"                                         | producent                  |
| 2007 | Britney Spears                     | Blackout                     | "Piece of Me"                                    | Co-schrijver               |
| 2007 | Kylie Minogue                      | X                            | "Speakerphone"                                   | Co-schrijver               |
| 2008 | Sugababes                          | Catfights and Spotlights     | "Beware"                                         | Co-schrijver, producent    |
| 2008 | Sugababes                          | Catfights and Spotlights     | "Can We Call a Truce"                            | Co-schrijver, producent    |
| 2008 | Sugababes                          | Catfights and Spotlights     | "Every Heart Broken"                             | Schrijver, producent       |
| 2008 | Sugababes                          | Catfights and Spotlights     | "Side Chick"                                     | Co-schrijver, producent    |
| 2008 | Sugababes                          | Catfights and Spotlights     | "Unbreakable Heart"                              | Co-schrijver, producent    |
| 2008 | Sugababes                          | Catfights and Spotlights     | "You on a Good Day"                              | Co-schrijver, producent    |
| 2008 | Jordin Sparks                      | Jordin Sparks                | "See My Side"                                    | Co-schrijver, co-producent |
| 2008 | Jordin Sparks                      | Jordin Sparks                | "Shy Boy"                                        | Co-schrijver               |
| 2009 | Vanessa Hudgens                    | Identified                   | "Set It Off"                                     | Co-schrijver               |
| 2010 | Robyn                              | Body Talk Pt. 1              | "Cry When You Get Older"                         | Co-schrijver, producent    |
| 2010 | Robyn                              | Body Talk Pt. 1              | "Dancehall Queen"                                | Schrijver, co-producent    |
| 2010 | Robyn                              | Body Talk Pt. 1              | "Don't Fucking Tell Me What to Do"               | Co-schrijver, producent    |
| 2010 | Robyn                              | Body Talk Pt. 1              | "Fembot"                                         | Co-schrijver, producent    |
| 2010 | Robyn                              | Body Talk Pt. 1              | "Hang with Me" (Acoustic)                        | Writer, producent          |
| 2010 | Robyn                              | Body Talk Pt. 1              | "Jag vet en dejlig Rosa"                         | producent                  |
| 2010 | Robyn                              | Body Talk Pt. 2              | "Criminal Intent"                                | Co-schrijver, co-producent |
| 2010 | Robyn                              | Body Talk Pt. 2              | "Hang with Me"                                   | Schrijver, producent       |
| 2010 | Robyn                              | Body Talk Pt. 2              | "In My Eyes"                                     | Co-schrijver               |
| 2010 | Robyn                              | Body Talk Pt. 2              | "Include Me Out"                                 | Co-schrijver, producent    |
| 2010 | Robyn                              | Body Talk Pt. 2              | "Indestructible" (Acoustic)                      | Co-schrijver, producent    |
| 2010 | Robyn                              | Body Talk Pt. 2              | "Love Kills"                                     | Co-schrijver, co-producent |
| 2010 | Robyn                              | Body Talk Pt. 2              | "U Should Know Better"                           | Co-schrijver, co-producent |
| 2010 | Robyn                              | Body Talk Pt. 2              | "We Dance to the Beat"                           | Co-schrijver, producent    |
| 2010 | I Blame Coco                       | The Constant                 | "Caesar"                                         | Co-schrijver, producent    |
| 2010 | I Blame Coco                       | The Constant                 | "It's About to Get Worse"                        | Co-schrijver, producent    |
| 2010 | I Blame Coco                       | The Constant                 | "Please Rewind"                                  | Co-schrijver, producent    |
| 2010 | I Blame Coco                       | The Constant                 | "Self Machine"                                   | Co-schrijver, producent    |
| 2010 | Kesha                              | Cannibal                     | "Blow"                                           | Co-schrijver               |
| 2010 | Kesha                              | Cannibal                     | "Sleazy"                                         | Co-schrijver               |
| 2010 | Robyn                              | Body Talk                    | "Call Your Girlfriend"                           | Co-schrijver, producent    |
| 2010 | Robyn                              | Body Talk                    | "Get Myself Together"                            | Co-schrijver, producent    |
| 2010 | Robyn                              | Body Talk                    | "Indestructible"                                 | Co-schrijver, producent    |
| 2010 | Robyn                              | Body Talk                    | "Stars 4-ever"                                   | Co-schrijver, co-producent |
| 2010 | Robyn                              | Body Talk                    | "Time Machine"                                   | Co-schrijver               |
| 2011 | Swedish House Mafia                | Until Now                    | "Antidote" (Swedish House Mafia vs. Knife Party) | Co-schrijver               |
| 2012 | Madonna                            | MDNA                         | "Some Girls"                                     | Co-schrijver, co-producent |
| 2012 | Kesha                              | Warrior                      | "Thinking Of You"                                | Co-schrijver, co-producent |
| 2013 | Katy Perry                         | Prism                        | "Walking On Air"                                 | Co-schrijver, co-producent |
| 2013 | Katy Perry                         | Prism                        | "This Is How We Do"                              | Co-schrijver, co-producent |